# Grupo fónico
Se denomina grupo fónico, al segmento de un discurso considerado como límite en una pronunciación normal y no forzada, que queda delimitado por dos pausas o cesuras sucesivas de la articulación. La longitud del grupo fónico no es fija, existen grupos fónicos de solo una sílaba y los hay de hasta más de veinte sílabas. En el idioma español por lo general el grupo fónico consiste de entre ocho a once sílabas, que se corresponde con el desarrollo e importancia del verso octosílabo en la poesía española. Un grupo fónico podría constar de una sola palabra, por ejemplo "llueve". En definitiva, se trata de unidades de entonación con un mínimo sentido. Los grupos fónicos ayudan al lector a respirar adecuadamente en las pausas y a quien escucha a entender mejor el mensaje.
El tono final del grupo fónico, esta fuertemente relacionado con la entonación.

## Ejemplos
El enunciado:  " Pedro es veloz, rubio, amable " consta de tres grupos fónicos, separados por pausas. Que son: 
- Pedro es veloz
- rubio
- amable

El enunciado:  "Muchos se fueron, pero otros se quedaron" consta de dos grupos fónicos, separados en pausas. Estos son:
- Muchos se fueron
- pero otros se quedaron